# Beitun (Taichung)
Beitun (chinesisch 北屯區, Pinyin Běitún qū, taiwanisch: Pak-tūn-khu) ist ein Bezirk der regierungsunmittelbaren Stadt Taichung in der Republik China (Taiwan). Ursprünglich ländlich, war der Bezirk im Jahr 2024 mit über 300.000 Einwohnern der bevölkerungsreichste der Stadt.

## Lage und Beschreibung

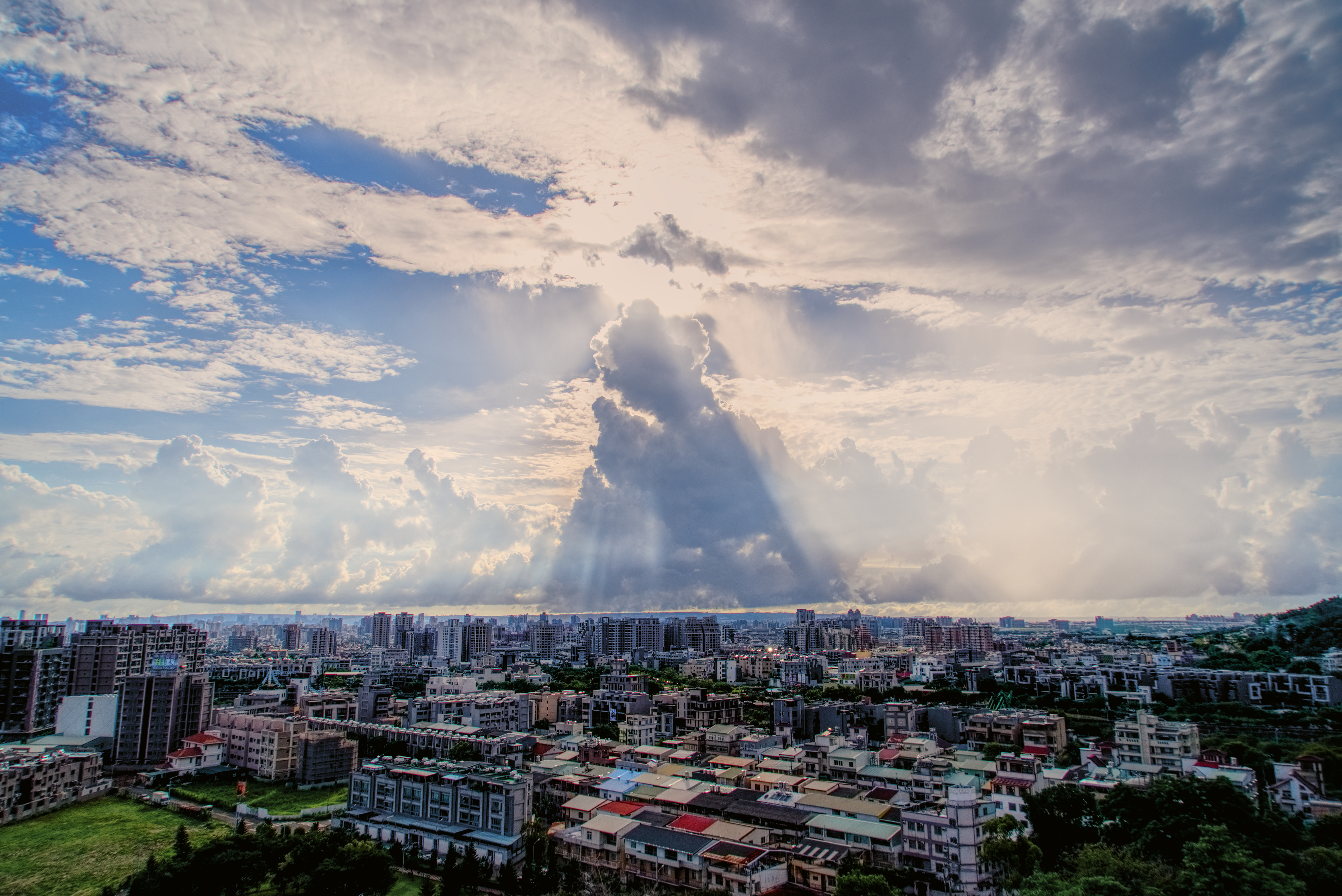
Blick auf West-Beitun

Beitun liegt westlich-zentral im Gebiet der Stadt Taichung und im Norden der historischen Kernstadt von vor 2010. Es hat die Form eines unregelmäßigen, von West nach Ost langgestreckten Ovals. Größter Fluss ist der Dali (大里溪), der von Nordosten kommt, dann nach Süden abbiegt und den Bezirk ungefähr in West und Ost teilt. Während Beituns dicht besiedelter Westen zum Taichung-Becken gehört, steigt das Gelände nach Osten hin an und erreicht am Ostrand des Bezirks mit dem 859 m hohen Berg Touke Shan (頭嵙山) seinen höchsten Punkt. Beituns Osten ist nur dünn besiedelt.
Beituns Nachbarbezirke sind im Westen Xitun, im Nordosten Daya, im Norden Tanzi und Fengyuan, im Nordosten und Osten Xinshe sowie im Süden Taiping und Taichung-Nord. Es ist in 42 Viertel unterteilt und hatte im August 2024 mit 308.228 Einwohnern die größte Bevölkerung aller Bezirke Taichungs, wobei der der urbane Westen des Bezirks viel dichter besiedelt ist als der Osten.

## Geschichte

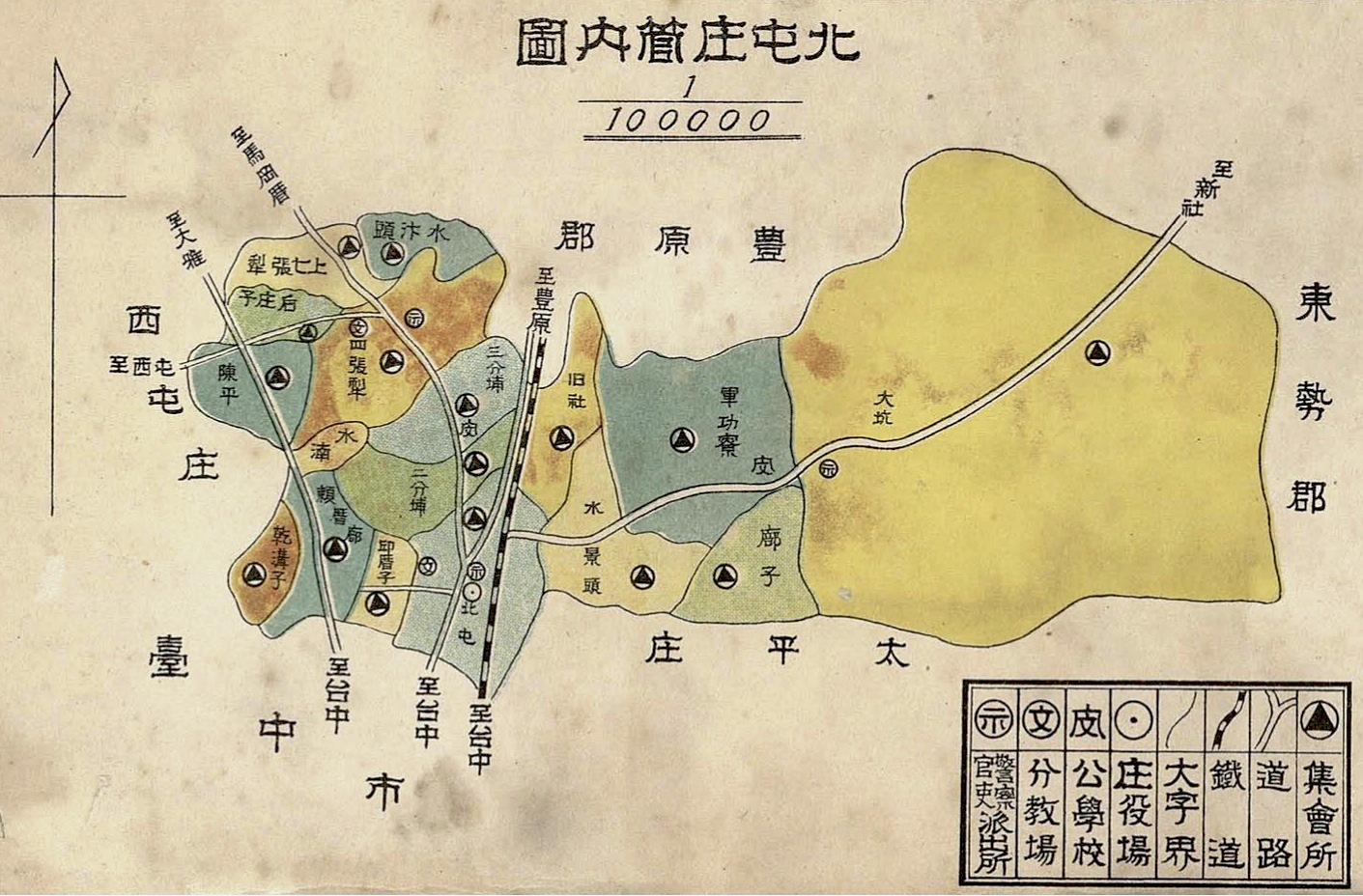
Karte von Beitun aus dem Jahr 1930

Der Westteil des heutigen Bezirks wurde während des 18. Jahrhunderts von chinesischen Siedlern urbar gemacht. Die dort liegenden Gehöfte und Siedlungen wurden zur Zeit der japanischen Herrschaft über Taiwan im Jahr 1920 mit dem dünn besiedelten Gebiet im Osten zum Ort Beitun zusammengefasst. Nach der Übernahme Taiwans durch die Republik China wurde der Ort 1947 als Bezirk der Stadt Taichung angegliedert.
In den folgenden Jahrzehnten stieg Beituns Einwohnerzahl stark und ununterbrochen, von etwa 25.000 im Jahr 1951 auf etwa das Zwölffache im Jahr 2024 (mehr als 300.000). Die Gründe lagen zum einen darin, dass das Bevölkerungswachstum im nahen Zentrum von Taichung sich aufgrund von dessen kleiner Fläche in die Randbezirke ausdehnte, zum anderen in einer Reihe städteplanerischer Maßnahmen, die die Stadtregierung zur Entwicklung dieser Bezirke auf den Weg brachte. Weitere Faktoren waren die immer besseren Verkehrsanbindungen (Eisenbahn, U-Bahn) zu Anfang des 21. Jahrhunderts.

## Verkehr und Wirtschaft

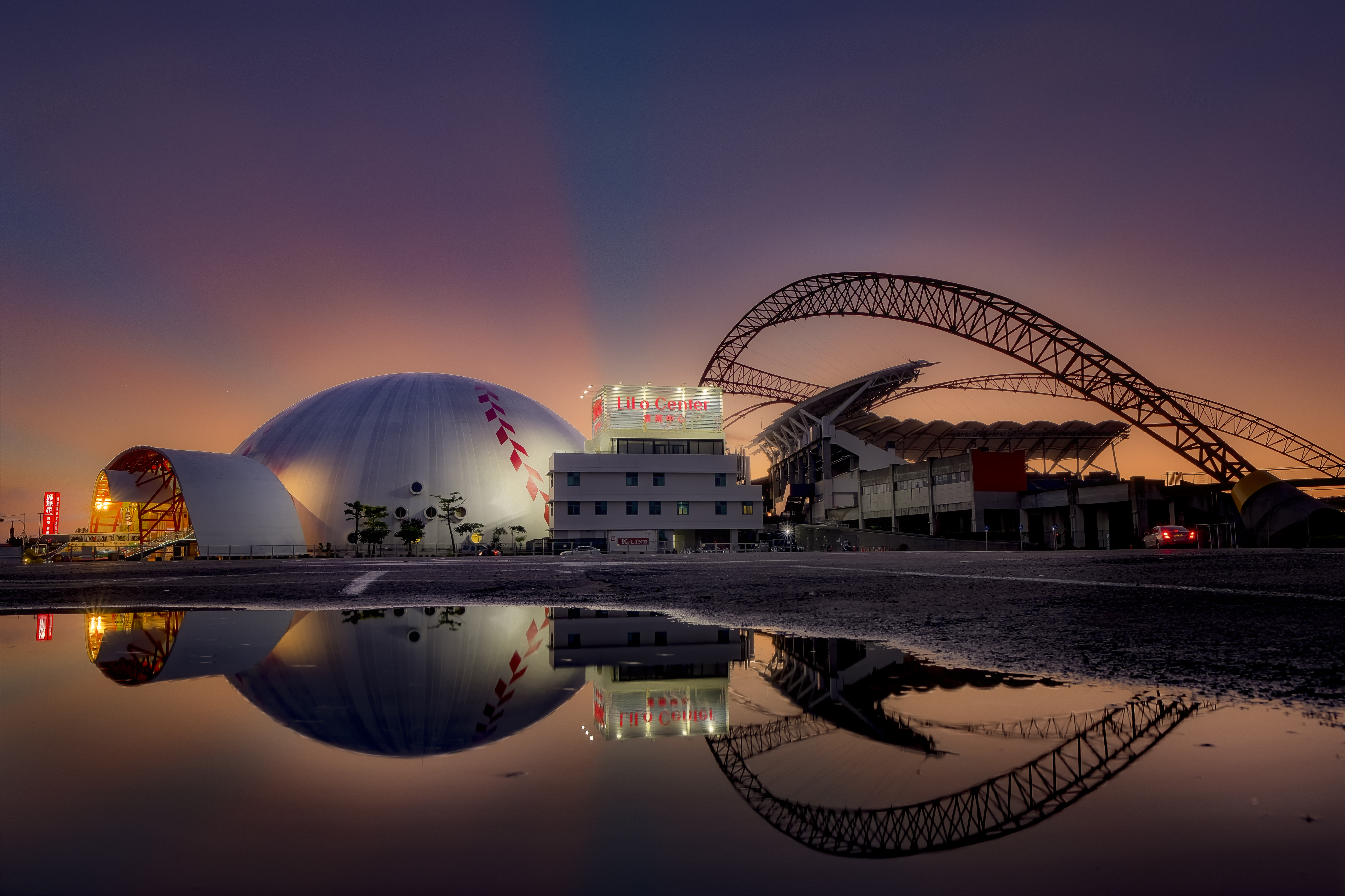
Das Interkontinentale Baseball-Stadion

Beitun wird durch die Provinzstraße 3 und die Provinz-Schnellstraße 74 von Nord nach Süd durchquert. Die Provinzstraße 1B streift Beitun am Südwestzipfel. Eine weitere Verkehrsader ist die Stadtstraße 129, die parallel zum Dali-Fluss von Nordosten in den Bezirk eintritt, erst westlich verläuft, dann nach Süden abbiegt und Beitun ganz durchquert. 
Zudem verkehren zahlreiche Buslinien und Beitun ist über seinen Bahnhof Taiyuan (太原車站) an die Taichung-Strecke der Westlichen Hauptlinie der Taiwanischen Eisenbahn (TRA) angebunden. Im Bezirk liegt auch die östliche Endstation der Grünen Linie der U-Bahn Metro Taichung, die den Bezirk mit dem Westen und Südwesten Taichungs verbindet.
Während der Westen Beituns heute durch moderne Wohnviertel, Geschäfte, Industrie und Banken geprägt ist, hat der Osten sich seinen ländlichen Charakter weitgehend bewahrt. Zu seinen landwirtschaftlichen Produkten gehören Reis, Zitrusfrüchte, Bambus und Bambussprossen sowie Blumen, unter denen Oncidia aus der Familie der Orchideen ein wichtiger Exportartikel des Bezirks sind.
In Beitun befindet sich die Zentral-Taiwan-Universität für Naturwissenschaft und Technik (中臺科技大學 Central Taiwan University of Science and Technology).

## Kultur und Sehenswürdigkeiten

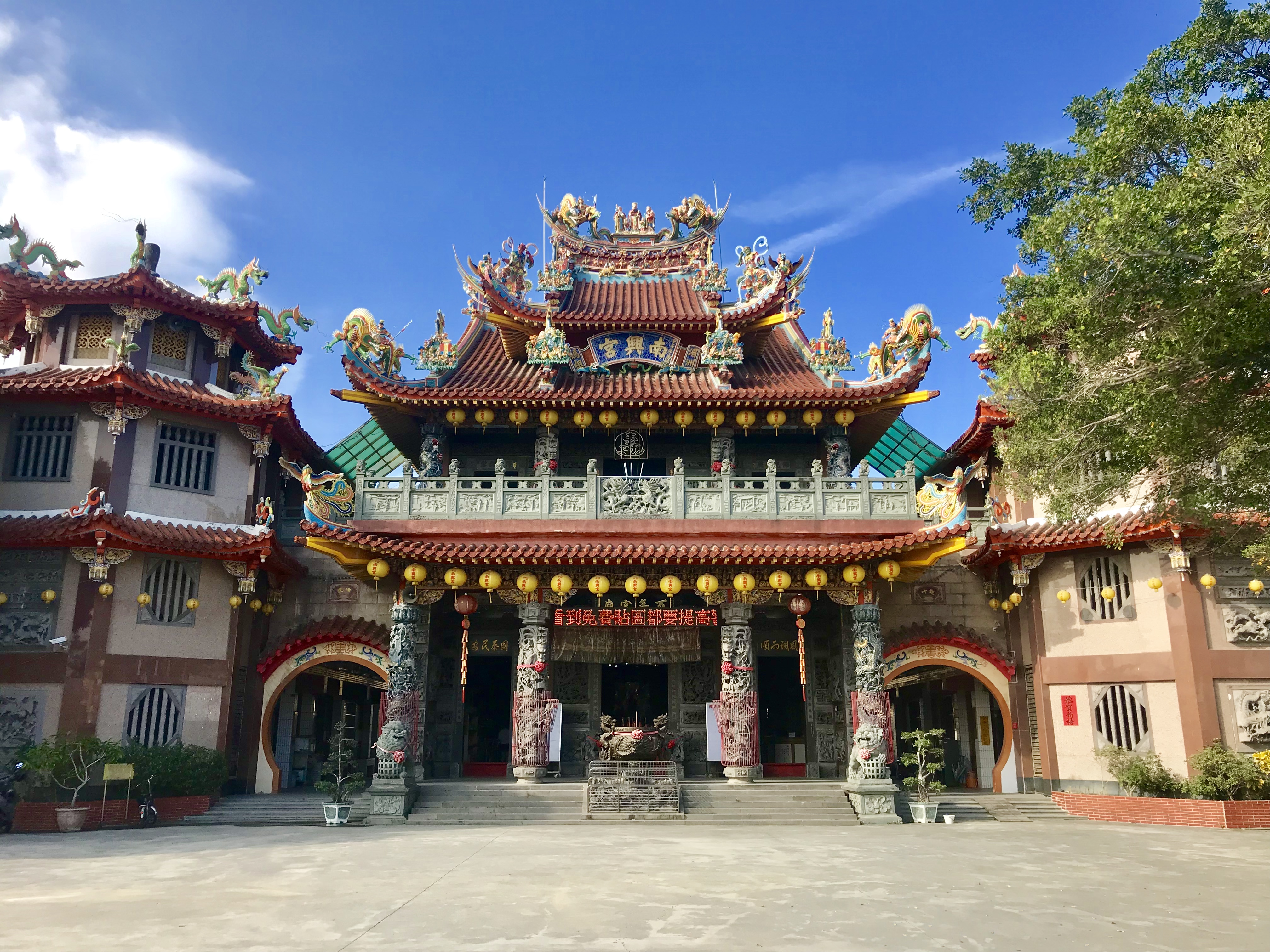
Der Jiushe Nanxing Gong

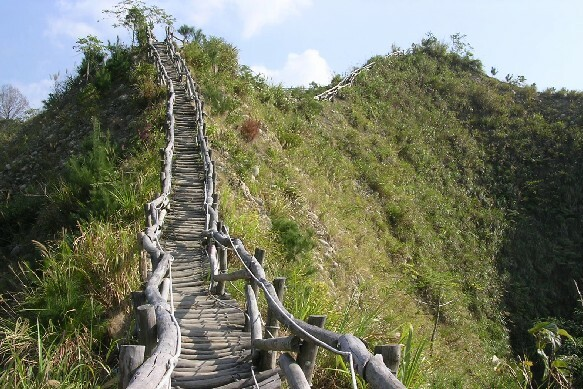
Am Touke-Berg (Dakeng)

In Beitun gibt es eine Reihe daoistischer und buddhistischer Tempel, wie etwa den Mazu-Tempel Jiushe Nanxing Gong (舊社南興宮) aus dem Jahr 1750, den Chen-Ping Zhuang Ziwei Gong (陳平庄紫微宮), dessen Anfänge im Jahr 1741 liegen und in dem als Hauptgottheiten die Sanguan Dadi verehrt werden, oder den Guanyin gewidmeten Songzhu Si (松竹寺) von 1833. In Beitung befinden sich zudem einige christliche Gemeinden und die katholische Kirche Shuinan Delan Tianzhutang (水湳德蘭天主堂).
In Beitun befindet sich das Interkontinentale Baseball-Stadion Taichung (臺中洲際棒球場) mit etwa 20.000 Plätzen.
Vom nahe der Zentral-Taiwan-Universität für Naturwissenschaft und Technik gelegenen 314 m hohen Nan Guanyin-Berg (南觀音山) hat man eine vorzügliche Aussicht auf den ganzen Bezirk.  Daran schließt sich das hügelige Gebiet Dakeng (大坑) an, das mit seinen Wanderwegen, Radwanderwegen und Thermalquellen ein beliebtes Ausflugsziel ist. In Dakeng gibt es zudem einen Campingplatz und man kann Onkel Kuos ökologischen Makaken-Park (郭叔叔獼猴生態園區) mit seinen auf Taiwan endemischen Formosa-Makaken und Hione World (海灣樂世界), ein Freizeitgelände für Familien und Haustiere, besuchen.